# Подкоритов Анатолій Миколайович
Анато́лій Микола́йович Подкори́тов (рос. Анатолий Николаевич Подкоритов; 24 квітня 1930, с. Арамільськ, Уральська область — 20 квітня 2020, Одеса) — радянський і український науковець у галузі прикладної геометрії та інженерної графіки, доктор технічних наук, професор.

## Життєпис
Анатолій Подкоритов народився 24 квітня 1930 року в селі Арамільськ Уральської області РРФСР (нині — місто Араміль Свердловської області Росії). Закінчив Омський політехнічний інститут у 1958 році, де відтоді й працював:
- 1966—1967 — декан механіко-технологічного факультету.
- 1967—1971 — декан факультету автоматизації.
- Від 1971 — проректор з наукової роботи, водночас 1971—1977 — завідувач кафедри автоматизації та механізації машинобудування.
- 1977—1980 — завідувач кафедри нарисної геометрії та креслення.

У 1980 році став проректором з наукової роботи та завідувачем кафедри нарисної геометрії та комп'ютерної графіки Одеського політехнічного університету. У 1989 році захистив докторську дисертацію. Водночас у 1995—2007 роках працював професором кафедри механіки Одеського інституту сухопутних військ. У 2014 році — професор кафедри прикладної математики та інформаційних технологій Мелітопольського педагогічного університету.
Розробив теоретичні основи формування суміжних криволінійних поверхонь з просторовою лінією контакту та новий інваріантний метод їх формування, кінематичний метод формування спряжених гвинтових нелінійчастих поверхонь стосовно до верстатів з ЧПУ, а також графічний метод профілювання високоефективного різального інструменту з просторовою різальною крайкою. Застосування розробленого ним різального інструменту та зубчастої гвинтової передачі, вільних від інтерференції, дозволило уникнути підрізань, заклинювань, небезпечної концентрації напружень.

## Вибрані праці
- Автоматизация, электронное моделирование и исследование интерференции сопряженных криволинейных поверхностей на базе ЕС ЭЦВМ. Омск, 1976
- Автоматическое устройство с программным управлением для моделирования кинетического винта и определения параметров режущего инструмента. Москва, 1978 (співавтор)
- Автоматизация технологической подготовки производства на базе систем автоматизации проектирования. Омск, 1980
- Технологическое обеспечение точности и качества изготовления зубчатых колес. О., 1996 (співавтор)
- Технология построения чертежей в системах компьютерной графики. О., 1996 (співавтор)
- Геометрия сопряженных криволинейных поверхностей на базе ЭВМ. Новосибирск, 1996
- Інженерна та комп'ютерна графіка. К., 2000 (співавтор)
- Теоретичні основи спряжених квазігвинтових поверхонь, що виключають інтерференцію. Хн., 2016 (співавтор)